# C166
C166 ist eine 16-Bit-Mikrocontroller-Architektur der Halbleitersparte von Siemens (die heute unter dem Namen Infineon firmiert) in Zusammenarbeit mit STMicroelectronics aus dem Jahr 1990. Sie orientiert sich am RISC-Konzept, besitzt aber einige Mikrocontroller-typische Erweiterungen, wie zum Beispiel bitadressierbaren Speicher und ein auf geringe Latenzzeiten optimiertes Interruptsystem. Bei der Einführung dieser Architektur lag der Fokus darauf, möglichst effizienten Ersatz für die in die Jahre gekommene Architektur der 8051-Controller der Firma Intel zu bieten und dabei den Sprung von 8 auf 16 Bit Registerbreite zu schaffen.
Es gibt mittlerweile keine aktiven (d. h. noch produzierten) Vertreter dieser Familie mehr, da sie mittlerweile durch die Familien C167, XC167 und XE166 abgelöst wurde, dennoch bildet die C166-Architektur mittlerweile die Basis einer der industriell wichtigsten 16-Bit-Controllerfamilien.